# Junay
Junay é uma comuna francesa na região administrativa de Borgonha-Franco-Condado, no departamento de Yonne. Estende-se por uma área de 3,65 km². Em 2010 a comuna tinha 68 habitantes (densidade: 18,6 hab./km²).